# Nasa (football, 1978)
Pour les articles homonymes, voir Nasa.
Marcos Antonio García Nascimento, dit Nasa, est un footballeur brésilien né le 21 octobre 1979. Il évolue au poste de milieu de terrain.